# Slesvig-Holsten-Gottorp
Slesvig-Holsten-Gottorp, Holsten-Gottorp eller den gottorpske hertuglinie var et fyrstehus i hertugdømmerne Slesvig og Holsten. Fyrstehuset har fået navn efter Gottorp Slot i Slesvig by. 
Det gottorpske fyrstehus opstod i 1544, da Christian 3. delte hertugdømmerne i en kongelig og en hertugelig del, hvor sidstnævnte tilfaldt hans brødre Hans og Adolf og deres efterkommere. Adolf fik residens på Gottorp Slot, Hans på Haderslevhus. Efter Hans død i 1581 deltes hans andel mellem gottorperne og kongen, hvormed gottorperne tilfaldt blandt andet Tønder og omegn. Gottorperne var i deres dele i Slesvig eller Sønderjylland lensmænd under den danske konge og i deres dele i Holsten lensmænd under den tyske kejser. De såkaldte fællesregerede dele med adelige og kirkelige godser blev regeret af kongen og gottorperne i fællesskab.
Hertug Adolf erobrede 1559 sammen med medhertug og kong Frederik 2. af Danmark den hidtil frie bonderepublik Ditmarsken. Hertug Frederik 3. af Slesvig-Holsten-Gottorp, der regerede i årene 1616-59, knyttede nær forbindelse til Sverige og vandt for en kort tid suverænitet over de gottorpske dele i Sønderjylland. Det var også ham som stiftede byen Frederiksstad ved Trenen og Ejderen. Christian Albrecht, der var gottorpsk hertug i årene 1659-94, stiftede 1665 Kiels universitet og blev gennem sin yngre søn fyrstbiskop Christian August af Lübeck stamfader til en række svenske konger. 
Efter den Store Nordiske Krig blev de gottorpske dele i Slesvig inkorporeret i den kongelige del, hvorefter Karl Frederik flyttede residensen til det holstenske Kiel. Med Karl Frederiks ægteskab med zar Peter den Stores datter Anna Petrovna knyttede gottorperne en alliance med Det Russiske Kejserrige. Deres efterkommere regerede Rusland som huset Holsten-Gottorp-Romanov helt indtil 1917.

## Deling af Slesvig og Holsten
I 1533 døde den dansk-norske konge Frederik I af Huset Oldenburg. Han efterlod sig tre sønner, som blev enige om at dele de to hertugdømmer Slesvig (dansk len) og Holsten (tysk len) i tre dele således, at alle fik lige skatteindtægter. Dette arveskifte fandt sted i 1544. Kong Christian III, halvbroderen Hans den Ældre og den yngste halvbroder Adolf fik hver sin del.
Hans den ældre residerede i Haderslev. Da han døde, blev hans tredjedel af hertugdømmerne delt mellem broderen Adolf og nevøen kong Frederik II. Kongen overlod en del af sine besiddelser i hertugdømmet til sin yngre broder Hans den yngre (1545–1622), som fra 1580 blev hertug af Sønderborg og stamfader til flere grene af slægten Slesvig-Holsten-Sønderborg.

## Adolf
Adolf overtog sammen med sin tredjedel Gottorp slot. Han blev stamfader til den sidelinje af kongehuset Oldenborg som derfor kaldes den slesvig-holsten-gottorpske slægt. Denne slægts besiddelser i Slesvig blev kaldt den "gottorpske" eller den "hertuglige" del. De dele, som direkte var underlagt Danmarks konge som hertug af Slesvig, blev kaldt den "kongelige" del.
Adolf, som døde i 1586, efterlod sig fire sønner, hvoraf tre skulle opnå hertugtitel. Frederik II døde i 1587 og blev efterfulgt af sin bror Philip, der døde blot tre år senere, og derefter af Johan Adolf, som grundlagde det berømte bibliotek. Den sidste af de tre sønner var hertug fra 1590 til 1616.

## Frederik III
Ved Johan Adolfs død blev sønnen Frederik III hertug. Han skulle vise sig at være en ambitiøs hersker med store planer, og Gottorp udviklede sig under ham til et at tidens mest betydelige fyrstehoffer. Frederik tog konkurrencen op med sin slægtning og lensherre, kong Christian IV af Danmark-Norge, om handelshegemoniet til søs. Han grundlagde havnebyen Frederiksstad (tysk: Friedrichstadt) i Slesvig som svar på den danske kongens anlæg af havnebyen Glückstadt i Holsten. Hans økonomiske ambitioner førte efterhånden til konflikter med de danske planer. Da Christian IV intervenerede i 30-årskrigen og startede kejserkrigen i 1625 til skade for Sønderjylland, var bruddet uundgåeligt. Hertug Frederik III kunne ikke lade sine gottorpske områder blive hærgede af de kejserlige styrker, som rykkede nordover. Han forsøgte sig først med neutralitet og opsagde den gamle union med Danmark. Senere gik han i forbund med Sverige.

## I forbund med Sverige
30-årskrigen var vendepunktet, for som selvstændig stat var de gottorpske dele af hertugdømmerne blevet en potentiel fjende af Danmark, da hertugen, for at opnå en vis udenrigspolitisk uafhængighed, begyndte at indgå forhandlinger bag kongens ryg. Efter, at Sverige med større held havde blandet sig i 30-årskrigen, blev Holsten indfaldsporten, da svenskerne foretog en invasion i Jylland i 1643. Da den danske modstand i Holsten var nedkæmpet, kom hertugen virkelig i klemme og valgte at indgå i en tættere alliance med Sverige.
Hertug Frederiks svenskvenlige politik nåede højdepunktet med giftermålet mellem hans datter Hedvig Eleonora og kong Karl X Gustav af Sverige i 1654. Men prisen var høj. Frederik III døde under danskernes belejring af Tønning i 1659, og hans gottorpske dele af hertugdømmerne lå i ruiner efter krigene.

## Christian Albrecht gift med dansk prinsesse
Christian Albrecht overtog efter faderens død og reddede sit og slægtens hertugdømme takket være freden i 1660. I 1667 indgik han ægteskab med Frederikke Amalie, en datter af den danske konge Frederik III. Men hans afhængighed af svenskerne, sammen med Holsten-Gottorps svage stilling efter krigene, gjorde hertugdømmet til en kastebold mellem de europæiske allianceparter og medførte aggression fra dansk side.
I årene 1675–1689 måtte han bo i eksil i Hamborg. Men Christian Vs angreb på Hamborg blev misbilliget af stormagterne, som blev udnyttet til at fremtvinge forliget i Altona i 1689. Det blev hertugdømmets redning under den næste krig i 1700.

## Frederik IV gift med svensk prinsesse
Frederik IV førte et liv i stadig konflikt med Danmark: Han indkaldte svenske soldater og påbegyndte moderniseringer af skanseanlæg. Da faderen døde i 1695, forstærkede han båndene til den svenske kongefamilie ved at gifte sig med Karl XIIs søster Hedvig Sofia i 1698. Gennem hustruen fik hertugen et stærkt greb om sin svoger, den unge konge af Sverige. Samtidig blev han udnævnt til øverstkommanderende for de svenske tropper i Tyskland.
Krigen i 1700 kunne have udraderet de gottorpske dele af hertugdømmerne, hvis det ikke havde været for stormagtenes intervention. Ved Altona-forliget i 1689 havde de påtaget sig at være garanter for freden. Danmark-Norges nederlag var ydmygende.
Frederik IV sluttede sig til svoger Karl XII, som i 1701 angreb Polen og Sachsen, fordi disse havde gjort indtog i svensk Livland med byen Riga. Hertug Frederik faldt under slaget ved Kliszów den 9. juli 1702.

## Carl Frederik og slutningen
Faderens død var et hårdt slag for den nye hertug, Carl Frederik, som blot var to år gammel, da faderen døde. En formynderregering måtte overtage styret, til han blev myndig. Men de tætte bånd til Sverige skulle vise sig skæbnesvangre, da et brev kom til Tønning med instrukser fra den svenske konge. I strid med formynderregeringen besluttede kommandanten at tilbyde den svenske general Magnus Stenbock tilflugt i begyndelsen af 1713. Da Stenbock måtte overgive sig 16. maj 1713 og marchere ud fra fæstningen med havnebyen, blev oplysningen om brevet kendt for de allierede.
Det var den undskyldning, som danskerne under kong Frederik IV manglede for at kræve, at den gottorpske garnison måtte overgive sig og overlade dem fæstningen. Dermed kunne han fortsætte belejringen et år til. I mellemtiden blev den slesvigske del af hertugdømmet med Gottorp slot erobret af danskerne, og hertugfamilien måtte flygte til Kiel. I 1714 var de gottorpske besiddelser reducerede til at omfatte mindre dele af Holsten.

## Det russiske bånd
Carl Frederiks liv blev præget af, at størstedelen af hertugdømmet var tabt. Hans mål var at genvinde de gottorpske dele af Slesvig, men samtidig ville han distancere sig fra svenskerne, som havde ført til katastrofen i 1713-1714, men som også var en brik i stormagtspolitikken mellem Danmark-Norge og Rusland. Han giftede sig med zar Peter den Stores uægte datter Anna Petrovna i 1725, lige efter den russiske zars død. Ægteskabet endte blot tre år senere, da den russiske prinsesse døde i barselseng. Men sønnen, hun efterlod sig, skulle blive farlig for Danmark-Norge.
Den unge Karl Peter Ulrich af Holsten-Gottorp blev i 1741 hentet fra Tyskland af sin tante, kejserinde Elisabeth af Rusland, som gjorde søstersønnen til sin arving. I 1762 besteg han tronen som zar Peter 3. af Rusland. Et af hans mål i livet var at genvinde de gottorpske områder, som var gået tabt ved freden i 1720.
Efter at have trukket sig ud af syvårskrigen mod Preussen, ville han gå til krig mod Danmark-Norge. Peter 3. forsøgte imidlertid at styre Rusland som en oplyst hersker, men hans hustru Katarina (senere kendt som Katarina den Store) gennemførte et statskup og afsatte ham efter blot seks måneder. Det er uklart, hvorvidt hun var medvirkende til hans død.
Katarina 2. indgik i 1773 et forsvarsforbund med Danmark-Norge mod Sverige, og det indgik i aftalen, at hendes søn kronprins Paul skulle anerkende Danmarks indlemmelse af de gottorpske besiddelser i Slesvig. Den russiske tronarving skulle også afstå de gottorpske dele af Holsten til kong Christian 7. i bytte mod grevskaberne Oldenborg og Delmenhorst og endegyldigt give afkald på hertugdømmet. Ved dette var det gottorpske spørgsmål endelige løst efter over hundrede år.

## Hertuger i de gottorpske dele i Slesvig og Holsten
- 1544-1586 Adolf af Slesvig-Holsten-Gottorp
- 1586-1587 Frederik 2. af Slesvig-Holsten-Gottorp
- 1587-1590 Philip af Slesvig-Holsten-Gottorp
- 1590-1616 Johan Adolf af Slesvig-Holsten-Gottorp
- 1616-1659 Frederik 3. af Slesvig-Holsten-Gottorp
- 1659-1695 Christian Albrecht af Slesvig-Holsten-Gottorp
- 1695-1702 Frederik 4. af Slesvig-Holsten-Gottorp
- 1702-1713 Karl Frederik af Slesvig-Holsten-Gottorp (samme person som nedenfor)

Hertuger i de gottorpske dele i Holsten
- 1702-1739 Karl Frederik af Slesvig-Holsten-Gottorp
- 1739-1762 Peter 3. af Rusland
- 1762-1773 Paul 1. af Rusland